# Ahmed Nemeur
Ahmed Nemeur (en arabe : احمد نمر), également connu sous le nom de Mohamed Nemeur, né le 17 janvier 1917 à Orléansville en Algérie française, et mort le 26 juin 2001, est un joueur de football franco-algérien qui évoluait au poste de milieu de terrain, avant de devenir ensuite entraîneur.

## Biographie

### Carrière sportive

#### Carrière de joueur
Milieu offensif et latéral dynamique et technique, Nemeur, surnommé « Gougou », est le tout premier joueur algérien à signer un contrat professionnel avec le club du Le Havre AC en 1936. Il y reste trois saisons.
Durant la Seconde guerre mondiale, Nemeur fuit la Normandie et se réfugie en Gironde pour signer aux Girondins de Bordeaux en octobre 1942, où il s'impose rapidement en tant que titulaire.
Le nom de Nemeur est resté tristement célèbre dans l'histoire du club bordelais lorsque le club parvient à se hisser jusqu'en finale de la Coupe de France 1942-43 contre l'Olympique de Marseille. La finale (2-2) est finalement rejouée, mais l'OM dépose une réclamation sous prétexte que Nemeur n'aurait pas dû jouer la finale, car non qualifié pour les matches de coupe parce qu'arrivé trop tard en Gironde. Les Marseillais sont donc déclarés vainqueurs de la coupe sur tapis vert. Le commissaire général aux sports du régime de Vichy, Joseph Pascot, intervient pour que la finale soit rejouée sans Nemeur. Bordeaux est finalement écrasé 4 à 0.
En 1945, Nemeur retourne au Havre pour une saison, puis signe l'année suivante à l'AS Saint-Étienne.
Il joue ensuite avec l'OGC Nice, le RC Lens (avec lequel il remporte le titre de champion de D2 1948-49) puis l'AS Cannes avec laquelle il termine sa carrière en 1950.

### Vie personnelle
Le 21 avril 1959 et ce en pleine guerre d'Algérie, Ahmed Nemeur et sa femme sont la cible d'une tentative d'assassinat par quatre tireurs du FLN (des collecteurs de l'impôt révolutionnaire) sur le boulevard Gambetta de Nice, ville où l'ancien joueur vit depuis sa retraite sportive. Touché de 2 balles dans le dos, Nemeur survit mais sa femme succombe de ses blessures.
Le 28 août 1961, dans un bar de Nice, Nemeur est de nouveau grièvement blessé de plusieurs coups de revolver, à cause d'un différend avec le mari d'une employée du bar.

## Palmarès
| Girondins de Bordeaux - Coupe de France : - Finaliste : 1942-43. |  | RC Lens - Championnat de France D2 (1) : - Champion : 1948-49. |